# Besuki (Tulungagung)
Besuki is een bestuurslaag in het regentschap Tulungagung van de provincie Oost-Java, Indonesië. Besuki telt 4020 inwoners (volkstelling 2010).